# アルプス交響曲

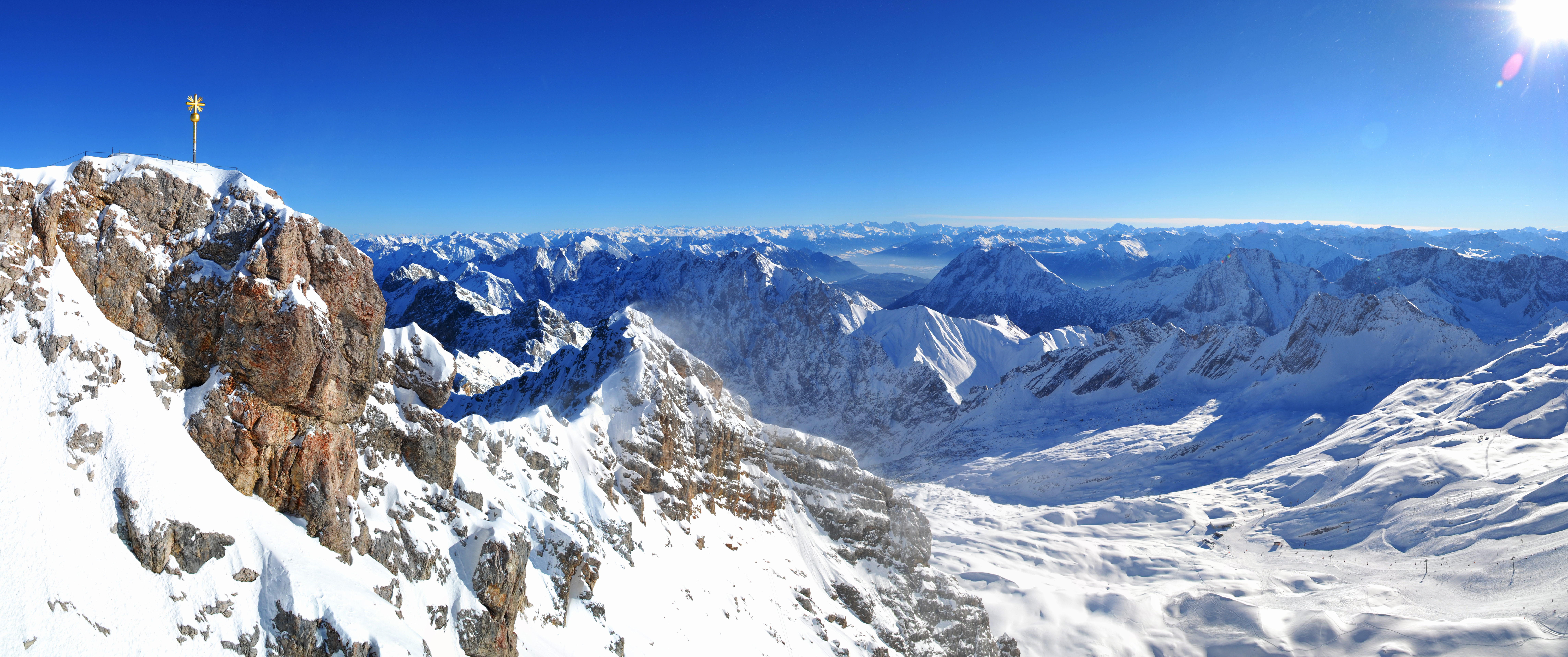
アルプス山脈・ツークシュピッツェのパノラマ写真

『アルプス交響曲』（Eine Alpensinfonie）作品64は、リヒャルト・シュトラウスが作曲し、1915年に完成した単一楽章の交響曲である。
- 演奏時間：約50分
- 作曲時期：1914年11月1日 - 1915年
- 初演：1915年10月28日、ベルリン、フィルハーモニー楽堂でリヒャルト・シュトラウス指揮、シュターツカペレ・ドレスデンの演奏による。
- 出版：F.E.C.ロイカルト

## 作曲の経緯
シュトラウスが14歳（15歳との説あり）の時に、ドイツ・アルプスのツークシュピッツェに向けて登山をしたときの体験が、この曲の元となっている。その後、1900年に交響詩『芸術家の悲劇』（未完）を経て、1902年には『アンチクリスト、アルプス交響曲』という名称でスケッチがされた。この題名にはフリードリヒ・ニーチェの『アンチクリスト』からの影響が見て取れるといわれている。この時には4楽章形式の交響曲の構想も書かれている。
1911年からガルミッシュ＝パルテンキルヒェンの山荘で『アルプス交響曲』としてのスケッチを開始し、1914年から本格的な作曲に取り掛かった。

## 構成
各部分は切れ目なく演奏される（練習番号はロイカルト社のスコアによる）。
夜 Nacht
B mollの下降音階が順番に重なっていく不協和音（夜の動機）により開始される。金管楽器による山の動機が静かに登場する。何重にも分かれた弦楽器により音が厚くなっていく。
日の出 Sonnenaufgang (練習番号7)
A dur の太陽の動機がffで出てくる。調性を変えながらメロディーは引き継がれたあと、ゲネラルパウゼとなる。
登り道 Der Anstieg (練習番号11～12)
低音弦楽器による山登りの動機から始まる。流れるような旋律になった後、岩壁の動機が現れ、舞台裏でホルンを中心とした金管楽器のファンファーレが奏される。
森への立ち入り Eintritt in den Wald (練習番号21)
弦楽器の 16分音符の中、トロンボーンとホルンによる旋律が奏され、それに山の動機が絡んでくる。
小川に沿っての歩み Wanderung neben dem Bache (練習番号37～38（ピッコロのパート譜に記載あり)）
小川のせせらぎの音が聞こえるが、登りであるので山の動機も重ねられる。
滝 Am Wasserfall (練習番号40～41)
岩壁の動機に、弦楽器と木管楽器・ハープ・チェレスタによる滝の流れが重ねられる。
幻影 Erscheinung (練習番号42)
水の中にオーボエの旋律による幻影が見えてくる。最後にホルンの旋律が出てくる。
花咲く草原 Auf blumigen Wiesen (練習番号47)
山登りの動機が静かに聞こえてきたあと、曲は快活になる。
山の牧場 Auf der Alm （練習番号50～51)
カウベルによる牛の擬音が鳴る中、牛の鳴き声とアルプホルンを模したホルンの音が聞こえてくる。その後、ホルンの旋律とともに登山者は道に迷う。
林で道に迷う Durch Dickicht und Gestrüpp auf Irrwegen (練習番号59)
山登りの動機と岩壁の動機が出てくる。そして山の動機が現れ、次へとつながる。
氷河 Auf dem Gletscher (練習番号67～68)
明るくなり、山登りの動機が現れる。
危険な瞬間 Gefahrvolle Augenblicke (練習番号71～72)
遠くから雷鳴（ティンパニのロール）が聞こえてくる。
頂上にて Auf dem Gipfel (練習番号76～77)
和音が響いた後、トロンボーンが頂上の動機を鳴らし、オーボエが訥々と旋律を奏でる。そして幻影で出てきたホルンの旋律が再び現れる。山の動機と太陽の動機が一体となる。
見えるもの Vision (練習番号87～88)
頂上の動機が和音の下から現れたあと、太陽の動機が管を追加してまた登場する。
霧が立ちのぼる Nebel steigen auf (練習番号97)
ファゴットとヘッケルフォーンが不安げな旋律を奏でる。
しだいに日がかげる Die Sonne verdüstert sich allmählich (練習番号98)
太陽の動機が短調で登場し、太陽が翳ってきていることを表している。
哀歌 Elegie (練習番号100)
弦楽器により、登山者は悲しげな歌を口ずさむ。
嵐の前の静けさ Stille vor dem Sturm (練習番号103～104)
遠くから雷（バスドラムとサスペンデッドシンバル）が聞こえてきて、だんだん暗くなってくる。ぽつぽつと降り出した雨（ヴァイオリン・フルート・オーボエ）は、次第に激しくなってくる。そして、風が吹き出してくる（ウィンドマシーン）。
雷雨と嵐、下山 Gewitter und Sturm, Abstieg (練習番号109～110)
オルガンの和音とウィンドマシーンによる風の吹く中、登山者は下山する。これは山登りの動機を転回し、逆の順序で用いることで表されている。強烈な稲妻が光り、最後にはシュトラウス特注のサンダーマシーンにより落雷が起こる。その後はだんだん静かになってくる。
日没 Sonnenuntergang (練習番号129)
太陽の動機が転回され、日没を表している。登山者は哀歌を口ずさむ。
終末 Ausklang (練習番号134)
オルガンにより太陽の動機が奏され、山登りの動機も回想的に使われ、あたりは暗くなってくる。
夜 Nacht （練習番号144～145)
冒頭部の夜の動機がまた現れ、山の動機とともに静かに終わる。

## 編成
特殊楽器やステージ外の楽器が用いられている。
| 木管   | 木管                                                     | 金管 | 金管 | 打 | 打 | 弦 | 弦 |
| ------ | -------------------------------------------------------- | --- | --- | --- | --- | --- | --- |
| Fl.    | 4（第3・第4はピッコロ持ち替え）                          | Hr. | 8（第5 - 第8はワーグナー・チューバ持ち替え）                                                                                              | Timp. | 2人（6個、第一：4個、第二2個） | Vn.1 | 最小18 |
| Ob.    | 3（第3はイングリッシュホルン持ち替え）、ヘッケルフォーン | Trp. | 4 | 他 | 大太鼓、小太鼓、シンバル、トライアングル、タムタム、ウィンドマシーン（風音器）、サンダーマシーン（雷音器）、カウベル（牧羊擬音）、グロッケンシュピール | Vn.2 | 同16 |
| Cl.    | B♭管2、E♭管、C管（バスクラリネット持ち替え）             | Trb. | 4 | 他 | 大太鼓、小太鼓、シンバル、トライアングル、タムタム、ウィンドマシーン（風音器）、サンダーマシーン（雷音器）、カウベル（牧羊擬音）、グロッケンシュピール | Va. | 同12 |
| Fg.    | 4（第4はコントラファゴット持ち替え）                     | Tub. | 2 | 他 | 大太鼓、小太鼓、シンバル、トライアングル、タムタム、ウィンドマシーン（風音器）、サンダーマシーン（雷音器）、カウベル（牧羊擬音）、グロッケンシュピール | Vc. | 同10 |
| 他     |                                                          | 他 | バンダ(Hr.12、Trp.2、Trb.2)場合によって、舞台上の奏者の転用も可だが客席からは見えないし特にホルンはユニゾンが多く費用の面で削る事が多い。 | 他 | 大太鼓、小太鼓、シンバル、トライアングル、タムタム、ウィンドマシーン（風音器）、サンダーマシーン（雷音器）、カウベル（牧羊擬音）、グロッケンシュピール | Cb. | 同8 |
| その他 | その他                                                   | ハープ2または4 （普通は聞こえないので4が望ましいが、カラヤンのように第一ヴァイオリンの前に配置する例もある）、オルガン, チェレスタ | ハープ2または4 （普通は聞こえないので4が望ましいが、カラヤンのように第一ヴァイオリンの前に配置する例もある）、オルガン, チェレスタ        | ハープ2または4 （普通は聞こえないので4が望ましいが、カラヤンのように第一ヴァイオリンの前に配置する例もある）、オルガン, チェレスタ | ハープ2または4 （普通は聞こえないので4が望ましいが、カラヤンのように第一ヴァイオリンの前に配置する例もある）、オルガン, チェレスタ                     | ハープ2または4 （普通は聞こえないので4が望ましいが、カラヤンのように第一ヴァイオリンの前に配置する例もある）、オルガン, チェレスタ | ハープ2または4 （普通は聞こえないので4が望ましいが、カラヤンのように第一ヴァイオリンの前に配置する例もある）、オルガン, チェレスタ |

可能であればフルート2、オーボエ3、E♭クラリネット、クラリネット2を追加して全部で150人ぐらいの奏者が望ましい。
スコア上ではサミュエルエアロフォーンの使用を推奨している。サミュエルエアロフォーン（Samuel's Aerophone）とは、1912年にベルギーのフルート奏者Bernhard Samuel によって発明された木管楽器のための送風装置で、フットペダルで空気を楽器内に送り込み、ロングトーンを長く続けるための補助に使用する。現在では優秀な楽器奏者が多く、循環呼吸が出来る楽員が多いので使わないことが多い。

## その他
- 日本初演は1934年10月30日、奏楽堂にてクラウス・プリングスハイム指揮、東京音楽学校の管弦楽団によって行われた。この時既に「ワグネルトゥーバ」の記録あり、本格的な編成だった事が分かる。
- CDのジャケットには、マッターホルンの写真がしばしば使われているが、作曲のきっかけとなった山は上述のようにドイツアルプスのツークシュピッツェである。
- NHKの『名曲アルバム』で「名曲アルバム100選」のひとつに選ばれている。